# Kinh Bổn sinh

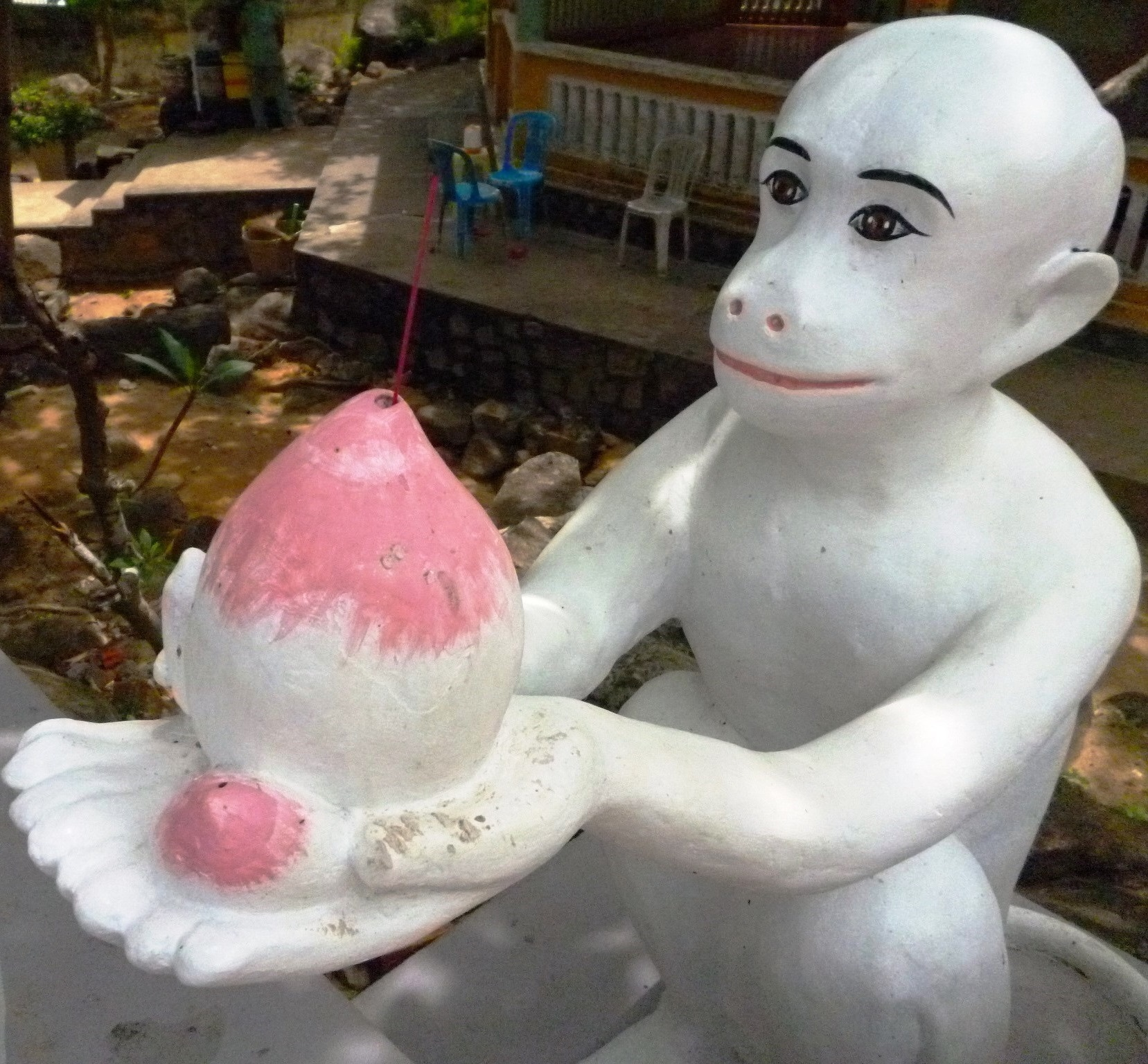
Tượng khỉ dâng quả đào tiên cho Đức Phật ở Chùa Thiền Lâm Tự, Vũng Tàu dựa theo tích trong Mahakapi Jataka

Bản sinh kinh (zh. 本生經, sa., pi. jātaka (जातक)) là phần dài nhất của Tiểu bộ kinh (pi. khuddaka-nikāya), gồm 547 bài. Kinh này kể lại sự tích, các tiền kiếp của Phật Thích-ca, nói về các đệ tử và những người chống đối Phật trong các tiền kiếp đó, và chỉ rõ các nghiệp (sa. karma) đời trước đóng vai trò thế nào trong đời này.
Nhiều truyện trong Bản sinh kinh là truyện cổ Ấn Độ có trước cả thời đức Phật, nhưng phù hợp với nội dung cuốn kinh nên được đưa vào. Phần lớn các câu chuyện đều có những bài kệ và chính các câu kệ mới là tinh hoa của tập kinh này. Các tập truyện này trở thành nguồn cảm hứng của nhiều tranh tượng trong các đền chùa Phật giáo và thường được quần chúng Đông Nam Á ưa thích. Ngày nay, Bản sinh kinh còn trong bản tiếng Pali, tiếng Tây Tạng và tiếng Hán. Bản chữ Hán có lẽ được dịch từ một bản Phạn ngữ đã thất truyền.